# Aryeh Kosman
Louis Aryeh Kosman (* 2. Juli 1935 in Oakland, Kalifornien; † 17. Juni 2021) war ein US-amerikanischer Philosoph und Philosophiehistoriker.

## Leben
Nach einem B.A. und M.A. an der University of California, Berkeley und einem kurzen Aufenthalt an der Hebräischen Universität Jerusalem wurde Kosman an der Harvard University zum Ph.D. promoviert. Er war dann von 1962 an Assistant Professor, von 1973 an Full Professor und von 1987 an John Whitehead Professor am Haverford College. 2010 wurde er dort emeritiert.
Kosman arbeitete zu Aristoteles, besonders zu dessen Ontologie, Ethik und philosophischer Psychologie in der Schrift Über die Seele, sowie zu Platon.

## Schriften (Auswahl)
- Virtues of Thought. Essays on Plato and Aristotle. Harvard University Press, Cambridge, Mass. 2014, ISBN 978-0-674-41643-7.
- The Activity of Being. An Essay on Aristotle’s Ontology. Harvard University Press, Cambridge, Mass. 2013, ISBN 978-0-674-07502-3.
- The Divine in Aristotle’s Ethics. In: Animus 13, 2009, S. 101–107.
- Aristotle on the Desirability of Friends. In: Ancient Philosophy 24, 2004, S. 135–154.
- Aristotle’s Prime Mover. In: Mary Louise Gill, James G. Lennox (Hrsg.), Self-Motion: From Aristotle to Newton. Princeton University Press, Princeton 1994.
- What Does the Maker Mind Make?. In: Martha Craven Nussbaum, Amélie Rorty (Hrsg.), Essays on Aristotle’s De anima. New York: Oxford University Press. 1992, S. 343–358.
- Perceiving That We Perceive: On the Soul III,2. In: The Philosophical Review 84, 1975, S. 499–519.